# シュガープラム・フェアリー
シュガープラム・フェアリー(Sugarplum fairy)とは、スウェーデンのボーレンゲにて結成されたポップロックバンドである。キャッチーなメロディと新人離れしたスケール感は、ロック・ファンの心をぐっと鷲掴みにする。

## 現在のメンバー
- Victor Noren (ヴィクター・ノリアン) ：Leadsinger, tambourine, bass, guitars
- Carl Noren (カール・ノリアン) ：Leadsinger, guitars, harmonica
- David Hebert (デイヴィッド・エベール) ：Bass, organ, guitars
- Kristian Gidlund (クリスチャン・ギドランド) ：drums
- Jonas Karlsson (ヨナル・カールソン) ：Lead guitar, backing vocals

## 来歴
マンドゥ・ディアオのヴォーカル、グスタフ・ノリアンの弟２人が結成。バンドの原型は兄弟が７歳と９歳の時に誕生したが小学生で上手にドラムを叩ける人間がいなかったため、中学校入学後、ドラムのクリスチャン・ギドランドを引き入れ再結成を果たす。その後、2003年までにリード・ギターとベースが加入、本格的なロック・バンドへと成長する。地元で活動中にストックホルムのプロデューサー、ロナルド・ブードの目に留まり、04年にシングル「Stay Young」で国内デビューを果たす。
その噂は日本へと飛び火し、マンドゥ・ディアオ来日公演のオープニング・アクトで初の日本でのライブを成功させる。
2005年、アルバム『ヤング・アンド・アームド』で日本デビューし、単独来日公演を行う。
2007年、2ndアルバム『ファースト・ラウンド・ファースト・ミニット』をリリース。
2008年、3rdアルバム『ザ・ワイルド・ワン』をリリース。

## ディスコグラフィー

### アルバム
| 2004 | Young & Armed            | -  | 49 | 25 |
| 2006 | First Round First Minute | 50 | 40 | 20 |
| 2008 | The Wild One             | 66 | 92 | 22 |

### シングル
| 2004 | Stay Young                                | -  | 16 |
| 2004 | Sweet Jackie                              | 72 | 30 |
| 2005 | Far Away From Man                         | -  | -  |
| 2005 | Sail Beyond Doubt                         | -  | -  |
| 2005 | Morning Miss Lisa                         | -  | -  |
| 2006 | She/Last Chance                           | -  | 60 |
| 2005 | Marigold                                  | -  | -  |
| 2007 | Let It Try                                | -  | -  |
| 2007 | The Soul Of The Sun                       | -  | -  |
| 2008 | The Escapologist                          | -  | -  |
| 2008 | Never Thought (I'd Say That It's Alright) | -  | -  |
| 2008 | Bus Stop                                  | -  | -  |
| 2009 | You Can't Kill Rock'n'Roll                | -  | -  |